# Mas Turró
El girigall és una masia al sud-oest del nucli urbà de la població de Sant Mori (Alt Empordà), a tocar del termenal amb el municipi de Saus, Camallera i Llampaies i al costat de les vies del ferrocarril Girona-Portbou. La masia, que ha estat catalogada a l'Inventari del Patrimoni Arquitectònic de Catalunya, és formada per diversos cossos adossats, que li proporcionen una planta més o menys rectangular. La construcció és bastida amb còdols i pedres desbastades, disposades formant filades més o menys regulars. La disposició dels edificis deixa un espai de pati al mig, delimitat amb una tanca de pedra que presenta una gran portal d'arc rebaixat de maons, amb els brancals bastits amb carreus de pedra. La construcció original és a la banda de ponent del conjunt i està formada per dos cossos adossats. El principal presenta la coberta de teula de dues vessants i està distribuït en planta baixa i pis. Presenta les obertures rectangulars bastides amb carreus de pedra als brancals, les llindes planes i els ampits motllurats. A la façana de ponent destaca una finestra de llinda sostinguda amb permòdols reformada i tapiada, i una altra finestra amb llinda d'arc conopial decorat amb una roseta. A la banda sud presenta un petit annex adossat de construcció posterior, amb terrassa al nivell del pis. Està bastit amb còdols de pedra, amb els angles i les cantonades decorades amb maons i les finestres d'arc rebaixat. A l'extrem sud-est de l'edifici hi ha un cos circular, probablement corresponent al forn de la casa. L'altre cos original està adossat al nord-est, amb la coberta d'un sol vessant i de dues plantes. A la planta baixa, un portal rectangular emmarcat en pedra i, al pis, una finestra amb llinda de pedra i brancals de maons. Ambdues obertures estan tapiades.